# Ordinul Sfântului Vladimir
Ordinul Sfântului Vladimir (în rusă Орден Святого Владимира) a fost un ordin imperial rus instituit în 1782 de către împărăteasa Ecaterina a II-a (1762-1796) pentru a onora memoria faptelor Sfântului Vladimir, marele cneaz și creștinător al Rusiei Kievene.

## Grade
Ordinul a avut patru grade și a fost acordat pentru serviciu civil și pentru serviciu militar. Persoanele care erau decorate cu Ordinul Sf. Vladimir pentru merite militare îl purtau cu o deosebită ori pe panglică "cu un arc". A existat o anumită ierarhie a ordinelor ruse. Potrivit acestora, Ordinul Sf. Vladimir, clasa I era a doua (primul era Ordinul Sf. Gheorghe) ca importanță. Potrivit Legii nobilimii ruse, persoanele care erau decorate cu Ordinul Sf. Vladimir (orice clasă) beneficiau de privilegiile nobilimii ereditare până la emiterea decretului imperial din anul 1900. După apariția acestui decret numai primele trei clase ale ordinului aveau acest drept. Astăzi, Marea Ducesă Maria Vladimirovna, pretendentă la tronul Rusiei și șefa Casei Imperiale Ruse continuă să acorde Ordinul Imperial Rus „Sfântul Vladimir” ca un ordin dinastic. Acest lucru este contestat de unii istorici și de către unii membri ai familiei Romanov. 
Clasa I a ordinului - O cruce roșie cu margini negre și aurii. Însemnul Ordinului era format dintr-o eșarfă purtată peste umărul drept și o stea de aur și argint cu opt raze fixată pe partea stângă a pieptului.
Clasa a II-a - crucea roșie pe gât și steaua pe partea stângă a pieptului.
Clasa a III-a - crucea roșie de mărime mai mică pe gât.
Clasa a patra - aceeași cruce pe partea stângă a pieptului.

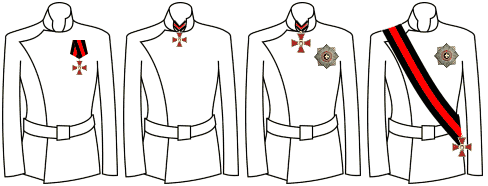
Purtarea decorației în funcție de grad, de la gradul IV la gradul I.

## Insignia
Însemn: O cruce roșie smălțuită cu margini din email negru și un disc central din email negru purtând o mantie de hermină cu monograma Sf. Vladimir. Purtată pe o eșarfă la gradul I, pe de gradul întâi, pe guler la gradul II și III și pe o panglică de piept la gradul a IV-lea.
Steaua: O stea cu patru colțuri suprapusă pe o stea de aur cu patru colțuri, cu o cruce de aur pattée și literele „CPKB” între brațele crucii pe un fundal din email negru în centru, înconjurat de deviza ordinului „Valoare, Onoare și Glorie” (Pol'za, chest' i slava). Purtat pe partea stângă a pieptului de primul și al doilea grade. Această deviză a fost transferată în prezent stelei Ordinului de Merit al Patriei, care a fost înființată în 1992 de către președintele Boris Elțîn și este astăzi cea de-a decorație ca importanță a acestei țări.
Panglică: roșie cu margini negre.

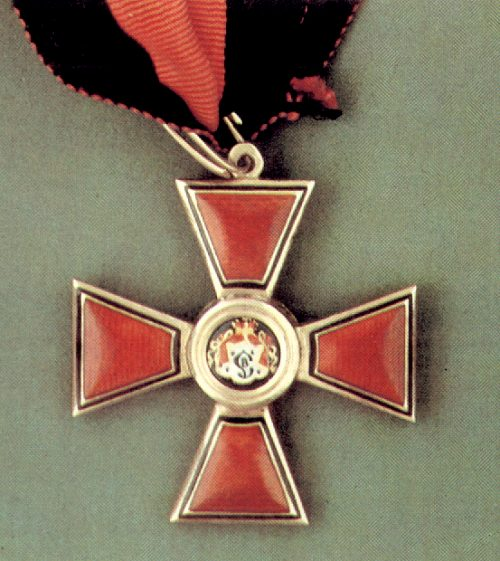
Ordinul Sf. Vladimir gradul III
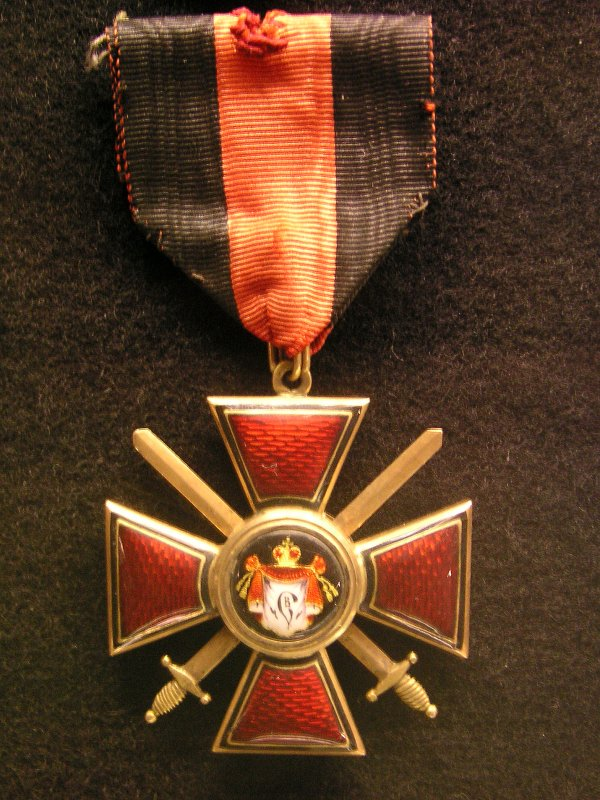
Crucea Ordinului Sf. Vladimir clasa a IV-a cu spade

## Ordinul Sfântul Vladimir al Bisericii Ortodoxe Ruse
În 1957, cu ocazia aniversării a 40 de ani de la restaurarea Patriarhiei Moscovei, Biserica Ortodoxă Rusă a instituit Ordinul Sf. Vladimir. Ordinul este acordat preoților și călugărițelor Bisericii Ortodoxe pentru slujirea lor în Uniunea Sovietică și mai târziu în Rusia. Există trei grade ale ordinului. Acest ordin nu are nicio legătură cu fostul ordin imperial.

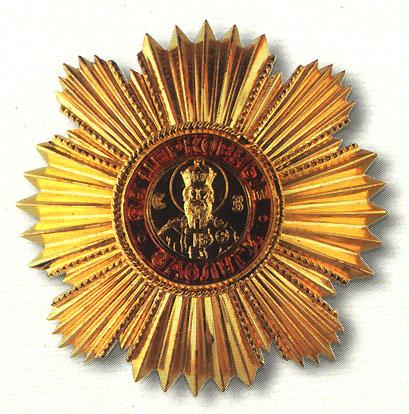
Ordinul Sfântul Vladimir, gradul I
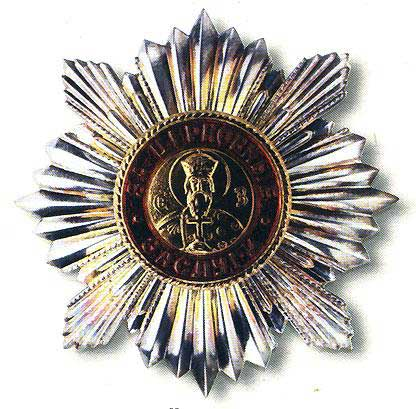
Ordinul Sfântul Vladimir, gradul al II-lea
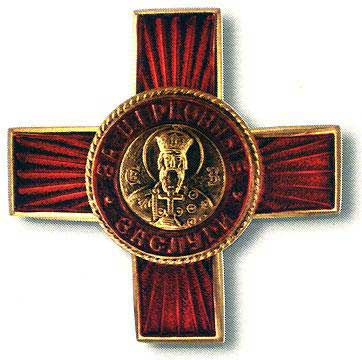
Ordinul Sfântul Vladimir, gradul al III-lea

## Persoane decorate (selecție)
- Tudor Vladimirescu
- Abbasgulu aga Bakikhanov Gudsi (1794 - 1847), scriitor, istoric
- Charles Broke Vere (1779 - 1843)
- Angus Buchanan (vc) (1894 - 1944)
- Anto Gvozdenović (1853 - 1935), general, diplomat, om de stat
- Jacob van Deventer
- Robert Henry Dick
- Ivan Gannibal (1735 - 1801), militar rus
- Hugo W. Koehler
- Aleksandr Kolceak (1874 - 1920), amiral
- Louis-Mathieu Langlès (1763-1824), filolog francez
- Mihail Lermontov urma să primească clasa a IV-a a ordinului, dar nu a primit-o niciodată. Numele lui a fost scos din lista finală a celor ce urmau să fie decorați de către țarul Nicolae I, care nutrea o aversiune puternică față de încăpățânatul poet.[5]
- Mitrofan Lodyzhensky (1852 - 19197), filozof religios rus
- Fiodor Matisen
- Igor Sikorsky
- Piotr Stolîpin (1862 - 1911), om de stat rus
- Jovan Sundečić
- Piotr Ilici Ceaikovski
- Nikolai Iudenici
- Mihail Tuhachevski
- Ilia Ulianov, tatăl lui Vladimir Lenin